# Eduardo Blasco de Imaz
Eduardo Blasco de Imaz Álvarez (San Sebastián, 12 de agosto de 1994), conocido como Edu Blasco, es un nadador español especializado en salvamento y socorrismo, conocido por sus logros en competiciones deportivas y su compromiso con causas humanitarias. En 2024 contabiliza más de un millar de rescates.

## Biografía
Nació en el País Vasco y se crio en Canarias, donde comenzó a practicar natación desde joven. Reside en Fuerteventura.
Compitió a nivel internacional, siendo campeón del mundo en salvamento y socorrismo en varias ocasiones, en la modalidad de 50 metros remolque. Representó a España en seis campeonatos mundiales y cuatro europeos, acumulando un total de 46 campeonatos de España absolutos y ocho medallas con la selección nacional. Además, acumula 66 medallas nacionales absolutas y ha sido medallista en los campeonatos europeos de Gales 2015, Bélgica 2017 e Italia 2019, y en el mundial de Grecia 2016. En 2017 fue parte del equipo que acudió a los World Games. En 2018, durante el mundial de Belgrado, batió el récord de España durante la final.
En 2022, tras ganar el campeonato mundial de salvamento y socorrismo, decidió unirse a una misión de rescate de migrantes en el mar Mediterráneo, convirtiéndose en el primer nadador profesional en participar en este tipo de operaciones. Desde entonces, ha participado regularmente en operaciones de salvamento, rescatando en dos años a más de un millar de personas. Colabora con organizaciones de salvamento como Aita Mari y Open Arms. Además, expresó su preocupación por la crisis migratoria en las Islas Canarias y abordó temas relacionados con el tráfico de personas.
Es licenciado en Derecho, con especialización en Derechos Humanos. En 2024, compaginaba su carrera deportiva con estudios de doctorado sobre los derechos humanos en la frontera sur de Europa. A lo largo de su carrera, participó en misiones humanitarias en países como Libia, Túnez, Egipto y el Sáhara.
En 2024 participó en las tareas de búsqueda y rescate de personas tras las inundaciones en Valencia provocadas por la DANA.
Al año siguiente, en 2025, volvió a ganar por décimo año consecutivo el campeonato de España absoluto de Salvamento y Socorrismo.